# ABBA Oro: Grandes Éxitos
ABBA Oro: Grandes Éxitos é um álbum de coletânea das músicas que o grupo ABBA gravou em espanhol lançado pela Polydor nos Estados Unidos em 1993.  Foi originalmente lançado como Gracias Por La Música no início de 1980. O álbum foi certificado de ouro na Argentina.
Oro: Grandes Éxitos foi seguido por Más Oro - Más ABBA Exitos em 1994 que incluiu cinco versões em inglês, além de novas faixas em espanhol.
Em 1999, todas as 15 faixas foram finalmente recolhidas em um CD no mercado internacional no relançamento de Oro. Naquela época, as gravações também foram remasterizados digitalmente. Em 2002, esta versão de Oro foi relançada, com um trablaho artístico atualizado e encarte novo.

## Lista de faixas
| N.º            | Título                                                                                               | Compositor(es)                                     | Duração |  |
| 1.             | "Fernando" (versão em espanhol)                                                                      | Anderson, Andersson, Ulvaeus, McCluskey, McCluskey | 4:17    |  |
| 2.             | "Chiquitita" (versão em espanhol)                                                                    | Andersson, Ulvaeus, McCluskey, McCluskey           | 5:30    |  |
| 3.             | "Gracias Por La Música" (versão em espanhol de "Thank You for the Music")                            | Anderson, Andersson, Ulvaeus, McCluskey, McCluskey | 3:49    |  |
| 4.             | "La Reina Del Baile" (também conhecida como "Reina Danzante"; versão em espanhol de "Dancing Queen") | Anderson, Andersson, Ulvaeus, McCluskey, McCluskey | 4:02    |  |
| 5.             | "Al Andar" (versão em espanhol de "Move On")                                                         | Anderson, Andersson, Ulvaeus, McCluskey, McCluskey | 4:44    |  |
| 6.             | "¡Dame! ¡Dame! ¡Dame!" (versão em espanhol de "Gimme! Gimme! Gimme! (A Man After Midnight)")         | Andersson, Ulvaeus, McCluskey, McCluskey           | 4:51    |  |
| 7.             | "Estoy Soñando" (versão em espanhol de "I Have a Dream")                                             | Andersson, Ulvaeus, McCluskey, McCluskey           | 4:38    |  |
| 8.             | "Mamma Mía" (versão em espanhol)                                                                     | Anderson, Andersson, Ulvaeus, McCluskey, McCluskey | 3:40    |  |
| 9.             | "Hasta Mañana" (versão em espanhol)                                                                  | Anderson, Andersson, Ulvaeus, McCluskey, McCluskey | 3:09    |  |
| 10.            | "Conociéndome, Conociéndote" (versão em espanhol de "Knowing Me, Knowing You")                       | Anderson, Andersson, Ulvaeus, McCluskey, McCluskey | 4:04    |  |
| Duração total: | Duração total:                                                                                       | Duração total:                                     | 42:27   |  |

### Faixas bônus
| N.º | Título                                                                       | Compositor(es)                                     | Duração |  |
| 1.  | "Felicidad" (versão em espanhol de "Happy New Year")                         | Andersson, Ulvaeus, McCluskey, McCluskey           | 4:27    |  |
| 2.  | "Andante, Andante" (versão em espanhol)                                      | Andersson, Ulvaeus, McCluskey, McCluskey           | 4:39    |  |
| 3.  | "Se Me Está Escapando" (versão em espanhol de "Slipping Through My Fingers") | Andersson, Ulvaeus, McCluskey, McCluskey           | 3:52    |  |
| 4.  | "No Hay A Quien Culpar" (versão em espanhol de "When All Is Said and Done")  | Andersson, Ulvaeus, McCluskey, McCluskey           | 3:13    |  |
| 5.  | "Ring Ring" (versão em espanhol)                                             | Anderson, Andersson, Ulvaeus, McCluskey, McCluskey | 3:00    |  |

## Recepção
| Críticas profissionais | Críticas profissionais |
| Avaliações da crítica  | Avaliações da crítica  |
| Fonte                  | Avaliação              |
| ---------------------- | ---------------------- |
| Allmusic               | link                   |
| Amazon                 | link                   |

Bruce Eder do site Allmusic comentou que "os ouvintes de língua espanhola, obviamente, terão um apreço especial do material", além de ressaltar as vozes das vocalistas dizendo que "Lyngstad e Faltskog cantam talvez com mais emoção do que em algumas partes da letra original".

## Posições
| País           | Parada musical  | Posição |
| -------------- | --------------- | ------- |
| Estados Unidos | Billboard 200   | 37      |
| Estados Unidos | Latin Pop Songs | 15      |
| México         | México          | 8       |